# Saint-Privat-d’Allier
Saint-Privat-d’Allier ist eine französische Gemeinde im Département Haute-Loire in der Region Auvergne-Rhône-Alpes. Die Gemeinde mit 397 Einwohnern (Stand 1. Januar 2022) liegt im Arrondissement Le Puy-en-Velay und ist Teil des Gemeindeverbandes Puy-en-Velay.

## Geografie
Saint-Privat-d’Allier liegt im Zentralmassiv in der Schlucht des Allier. Die Schlucht grenzt hier die Landschaft des Velay im Westen von der Hochebene der Margeride im Osten ab. Das Dorf liegt auf einem Felssporn über dem Alliertal. Die nächsten französischen Großstädte sind Lyon (125 Kilometer) im Nordosten, Toulouse (235 Kilometer) im Südwesten, Bordeaux (337 Kilometer) im Westen und Montpellier (154 Kilometer) im Süden.

## Verkehrsanbindung
Saint-Privat-d’Allier ist über die D589, die in östlicher Richtung über Bains führt, mit der Verwaltungshauptstadt Le Puy-en-Velay verbunden.

## Geschichte
Eine Burg aus dem 13. Jahrhundert wurde durch das Adelsgeschlecht der Mercœur Montlaur erbaut. Im 17. Jahrhundert wurden jedoch große Teile der Burg zerstört.
Das Dorf entwickelte sich vor allem durch seine Lage an der Via Podiensis. Heute ist es ein wichtiger Stützpunkt für Wildwassersportler am Fluss Allier.
Am 1. Januar 2017 wurde die Gemeinde Saint-Didier-d’Allier eingemeindet.

## Gliederung
| Ortsteil                                | ehemaliger INSEE-Code | Fläche (km²) | Einwohnerzahl (2016) |
| --------------------------------------- | --------------------- | ------------ | -------------------- |
| Saint-Didier-d’Allier                   | 43176                 | 07,71        | 041                  |
| Saint-Privat-d’Allier (Verwaltungssitz) | 43221                 | 29,96        | 364                  |

## Jakobsweg (Via Podiensis)
In Saint-Privat-d’Allier gibt es neben einer Touristinformation, ein Hotel und Restaurant, sowie mehrere Pilgerherbergen (franz. Gîte d'étape). Die nächste größere Ortschaft auf dem Jakobsweg ist Monistrol-d’Allier. Dorthin führt als direkte Straßenverbindung die D589.

## Sehenswürdigkeiten

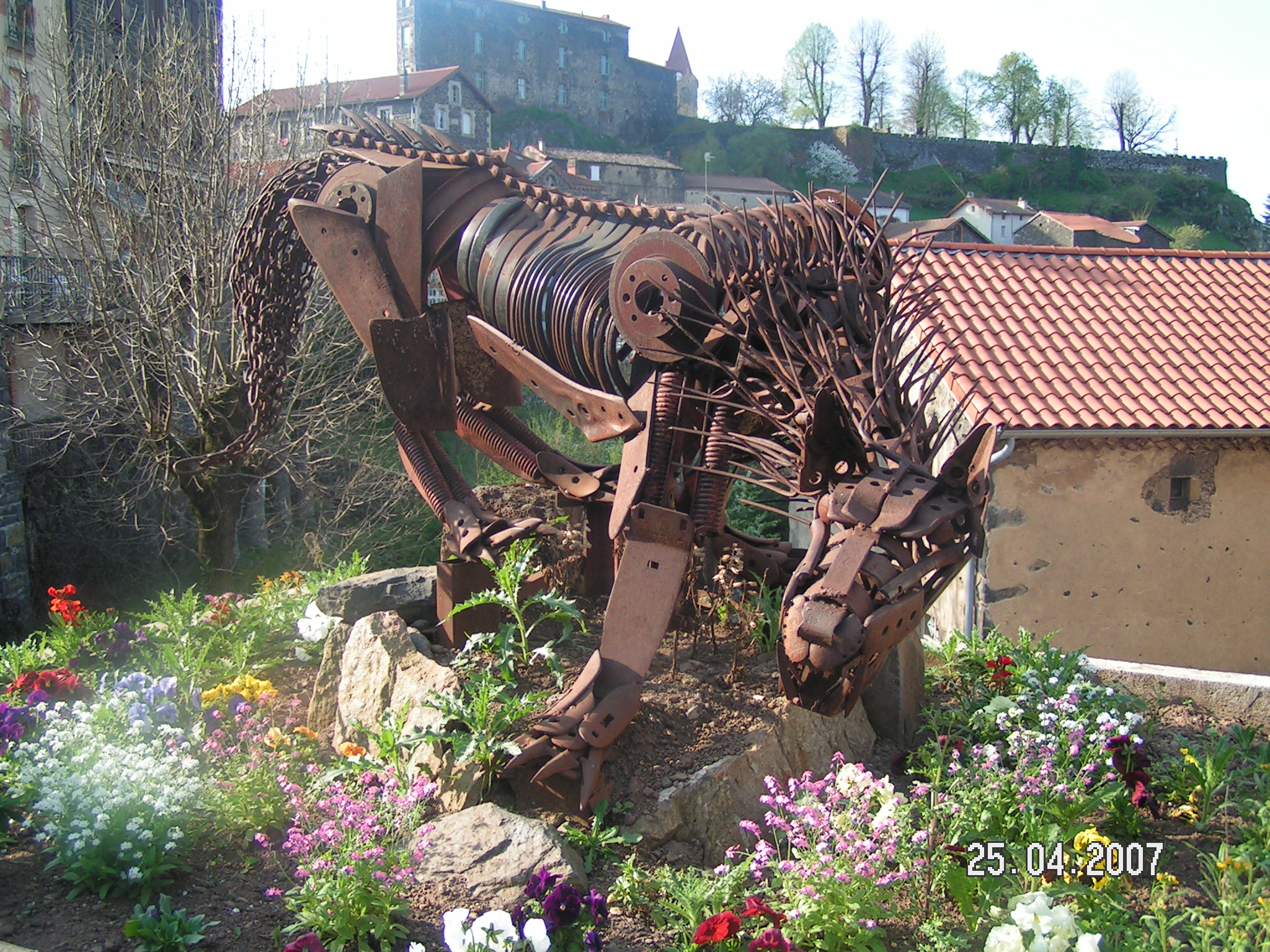
Die Bestie des Gévaudan

- Es gibt eine romanische Kirche, sowie eine alte Abtei, die im 11. Jahrhundert von Mönchen des Benediktinerklosters in La Chaise-Dieu gegründet wurde.
- Landschaftlich bemerkenswert sind die vom Allier aufsteigenden Vulkan-Klippen, die sich als Basalt-Säulen ausgebildet haben.
- Vor allem touristische Aufmerksamkeit soll wohl die Metallskulptur der Bestie des Gévaudan erzeugen.